# 銘霖控股
銘霖控股有限公司，（港交所除牌前：1106）前稱中國海景控股有限公司，是從華智控股換取上市。在出售生產智能系統業務後，現時經營製造包裝及銷售，其中生產電器塑料比重最多。

## 管理層
- 主席及執行董事[1]
  - 李珍珍女士

- 執行董事
  - 王欣先生
  - 林偉雄先生
  - 韋立移先生
  - 鄭子堅先生

## 集團發展
銘霖控股（前称華智控股有限公司）原是在創業板上市，當時的代碼為8065.HK，於2003年在香港交易所創業板上市，由香港職業訓練局校友曾漢中創立，上市前名為「華林行電子工程有限公司」，主要業務為大廈智能系統的建設，並於2006年出售給民營企業中國海景。2011年5月12日，中國海景轉到主板上市。
2018年11月23日，中國海景董事會建議將公司英文及中文名稱分別由「Sino Haijing Holdings Limited 中國海景控股有限公司」更改為「Ming Lam Holdings Limited 銘霖控股有限公司」。改名有待股東特別大會決議。 
2019年1月17日, 該公司以 1.85億港元收購東泰友邦物流全部股權，東泰友邦是一間提供倉儲物流服務的公司。
2019年2月8日, 該公司在香港聯交所中文簡稱正式由中國海景改為銘霖控股。
2021年11月2日上午9時起，聯交所宣布銘霖控股因為自2020年4月1日起已暫停買賣且未能於2021年9月30日或之前復牌，最後根據《上市規則》第6.01A條將公司除牌。

## 連結
- 中國海景控股有限公司